# Котино (Беседське сільське поселення)
Котино (рос. Котино) — присілок у Волосовському районі Ленінградської області Російської Федерації.
Населення становить 15 осіб. Належить до муніципального утворення Большеврудське сільське поселення.

## Історія
Від 1 серпня 1927 року належить до Ленінградської області.